# Spada Clemenței
Spada Clemenței sau Spada lui Eduard Confesorul este o sabie simbolică ruptă, care este parte din Bijuteriile Coroanei Regatului Unit.
Aceasta este una dintre cele cinci săbii utilizate în timpul încoronării monarhului britanic. Aceasta este utilizată în procesiunea de încoronare între Sabia Justiției Temporale și Sabia Justiției Spirituală. Aceste trei săbii se consideră că au fost făcute pentru încoronarea lui Carol I al Angliei, și au fost printre puținele bijuterii ale coroanei care au scăpat de a fi distruse de Oliver Cromwell.
Sabia este, de asemenea, utilizată în timpul ceremoniei în care monarhul conferă titlul de cavaler.